# همایون اسعدیان
همایون اسعدیان (زاده ۲۵ بهمن ۱۳۳۷، اصفهان) کارگردان، فیلم‌نامه‌نویس، دستیار کارگردان، برنامه‌ریز، مشاور تولید و عکاس ایرانی است.

## زندگی
همایون اسعدیان در سال ۱۳۳۷ خورشیدی در اصفهان به دنیا آمد. فعالیت هنری را از سال ۱۳۵۳ با ورود به کانون پرورش فکری کودکان و نوجوانان و با شرکت در کلاس‌های آموزش فیلمسازی و ساختن فیلم‌های ۸ میلیمتری آغاز کرد. در سال ۱۳۵۷ به دانشکدهٔ هنرهای دراماتیک وارد شد و به تحصیل در رشته سینما پرداخت. پس از انقلاب فرهنگی موفق به ادامهٔ تحصیل نشد. او در سال ۱۳۵۹ در ۲۲ سالگی به عنوان بازیگر، تجربه کوتاهی با فیلم «گفت هر سه نفرشان» به دست آورد. وی فعالیت در سینمای حرفه‌ای را در سال ۱۳۶۵ با عکاسی فیلم دبیرستان آغاز کرد. در سال ۱۳۶۶ در کنار عکاسی وارد برنامه‌ریزی و دستیاری کارگردان شد و در ده‌ها پروژه تجربه‌های گرانبهایی به دست آورد و از سال ۱۳۶۸ شروع به نوشتن فیلمنامه کرد و نخستین فیلم خود نیش را در سال ۱۳۷۳ کارگردانی کرد. سال ۱۳۸۷ با ساخت فیلم طلا و مس؛ با پرداختی زیبا و ساده اما تأثیرگذار، فیلمی پویا و تأمل‌برانگیز در کارنامه فیلمسازی خود به یادگار گذاشت.
همایون اسعدیان در ۱۸ آذر ۹۶ در برنامه زنده سی و پنج در گفتگویی با فریدون جیرانی در رابطه با بسیاری از فیلم‌ها و سریال‌هایی که ساخته است صحبت داشت و از بسیاری از چالش‌ها در زمینه ساخت فیلم سخن گفت.

## جوایز و انتخاب‌ها

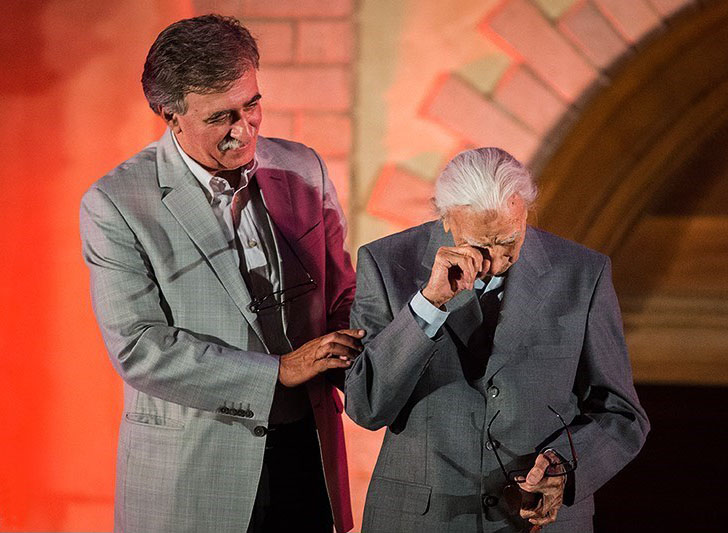
همایون اسعدیان در جشن تولد ۱۰۰ سالگی پرویز شاهین‌خو

## جوایز و انتخاب‌ها[نیازمند منبع]
| جوایز             | دریافت | سال  | رده                           | فیلم           |
| ----------------- | ------ | ---- | ----------------------------- | -------------- |
| جشنواره فیلم فجر  | آری    | ۱۳۷۲ | بهترین عکاسی                  | دو هم‌سفر       |
| جشنواره فیلم فجر  | Red X  | ۱۳۷۴ | بهترین کارگردانی              | مرد آفتابی     |
| جشنواره فیلم فجر  | آری    | ۱۳۷۹ | دیپلم افتخار بهترین کارگردانی | آخر بازی       |
| جشنواره فیلم فجر  | Red X  | ۱۳۷۹ | بهترین فیلم                   | آخر بازی       |
| وبگاه ایران آکتور | Red X  | ۱۳۸۱ | بهترین فیلم سال               | آخر بازی       |
| وبگاه ایران آکتور | Red X  | ۱۳۸۱ | بهترین کارگردانی سال          | آخر بازی       |
| نوزدهمین جشن حافظ | Red X  | ۱۳۹۸ | بهترین کارگردان تلویزیونی     | لحظه گرگ و میش |

## فیلم‌شناسی

### کارگردان
| سال       | عنوان              | نوع فیلم‌برداری   | مدت                 | توضیحات  |
| --------- | ------------------ | ---------------- | ------------------- | -------- |
| ۱۳۷۳      | نیش                | سینمایی          | ۹۳ دقیقه            | فیلم     |
| ۱۳۷۴      | مرد آفتابی         | سینمایی          | ۹۵ دقیقه            | فیلم     |
| ۱۳۷۵      | شب روباه           | سینمایی          | ۹۰ دقیقه            | فیلم     |
| ۱۳۷۸      | شوخی               | سینمایی          | ۹۰ دقیقه            | فیلم     |
| ۱۳۷۹      | آخر بازی           | سینمایی          | ۹۷ دقیقه            | فیلم     |
| ۱۳۷۹      | چراغ جادو          | مجموعه تلویزیونی | ۱۲ قسمت             | شبکه یک  |
| ۱۳۸۲      | بچه‌های خیابان      | مجموعه تلویزیونی | ۳۰ قسمت ۴۵ دقیقه‌ای  | شبکه پنج |
| ۱۳۸۳      | اگه بابام زنده بود | مجموعه تلویزیونی | ۳۰ قسمت ۳۰ دقیقه‌ای  | شبکه یک  |
| ۱۳۸۶–۱۳۸۵ | راه بی‌پایان        | مجموعه تلویزیونی | ۲۶ قسمت ۴۵ دقیقه‌ای  | شبکه سه  |
| ۱۳۸۷      | ده رقمی            | سینمایی          | ۹۰ دقیقه            | فیلم     |
| ۱۳۸۷      | طلا و مس           | سینمایی          | ۹۷ دقیقه            | فیلم     |
| ۱۳۹۰      | بوسیدن روی ماه     | سینمایی          | ۹۵ دقیقه            | فیلم     |
| ۱۳۹۴      | یک روز بخصوص       | سینمایی          | ۱۰۴ دقیقه           | فیلم     |
| ۱۳۹۷–۱۳۹۶ | لحظهٔ گرگ و میش     | مجموعه تلویزیونی | ۵۰ قسمت ۴۵ دقیقه ای | شبکه سه  |

### نویسنده
- ۱۴۰۰ - خسوف (مجموعه نمایش خانگی)، همچنین تهیه‌کننده
- ۱۳۷۹ - آخر بازی
- ۱۳۷۸ - شوخی
- ۱۳۷۵ - شب روباه
- ۱۳۷۳ - کلاه قرمزی و پسرخاله
- ۱۳۷۰ - عشق من شهر من
- ۱۳۶۸ - بازی تمام شد

### دستیار کارگردان
- ۱۳۷۲ - روز فرشته
- ۱۳۷۰ - دو همسفر
- ۱۳۶۹ - در آرزوی ازدواج
- ۱۳۶۸ - دستمزد
- ۱۳۶۸ - ریحانه
- ۱۳۶۸ - زیر بام‌های شهر
- ۱۳۶۶ - مار

### برنامه‌ریز
- ۱۳۷۳ - الو الو من جوجوام
- ۱۳۷۲ - روز فرشته
- ۱۳۷۱ - دو روی سکه
- ۱۳۷۰ - آواز تهران
- ۱۳۷۰ - دو همسفر
- ۱۳۶۹ - در آرزوی ازدواج
- ۱۳۶۶ - مار

### عکاس
- ۱۳۷۰ - دو همسفر
- ۱۳۶۸ - دستمزد
- ۱۳۶۷ - پنجره
- ۱۳۶۷ - سال‌های خاکستری
- ستاره و الماس
- ۱۳۶۷ - شب حادثه
- ۱۳۶۶ - جهیزیه‌ای برای رباب
- ۱۳۶۶ - صعود
- ۱۳۶۶ - غریبه
- ۱۳۶۶ - مار
- ۱۳۶۵ - دبیرستان
- ۱۳۶۵ - گمشدگان

### تهیه‌کننده
- ۱۴۰۰ - سریال شبکه نمایش خانگی «خسوف»
- ۱۴۰۲ - سریال شبکه نمایش خانگی «شریک جرم»

### بازیگر
هر چند همایون اسعدیان در حال حاضر به عنوان بازیگر شناخته نمی‌شود اما در چند اثر نقش کوتاهی را بازی کرده است.
- ۱۳۸۶ - سریال بی‌گناهان به کارگردانی احمد امینی در نقش دکتر روان‌پزشک.
- ۱۳۸۶ - سریال راه بی پایان در نقش رئیس خلاف کاران.
- ۱۳۵۹ - گفت هر سه نفرشان به کارگردانی غلامعلی عرفان.